# Hans Lindbom
Hans „Hasse“ Lindbom (* 12. Februar 1953) ist ein ehemaliger schwedischer Fußballspieler, der mittlerweile als Trainer tätig ist.

## Werdegang
Lindbom begann mit dem Fußballspielen bei Tranås BoIS. 1971 verließ er den Klub und stand anschließend bei Östers IF und Åtvidabergs FF unter Vertrag. Während dieser Zeit kam er zu zwei Einsätzen in der schwedischen U19-Auswahl. 1975 wechselte er zu Jönköpings Södra IF. Nach vier Jahren zog er weiter zu IS Halmia, wo er ein Jahr unter Vertrag stand. 1980 heuerte er als Spielertrainer bei Huskvarna Södra an, ehe er 1982 zu Råsunda IS ging. Dort beendete er 1983 seine aktive Laufbahn.
Direkt im Anschluss an die aktive Zeit wechselte Lindbom 1984 auf die Trainerbank und betreute zunächst seinen Heimatverein Tranås BoIS in der drittklassigen Division 3. 1985 übernahm er IK Tord auf demselben Liganiveau. Als Tabellensechster fiel der Klub 1986 einer Ligareform zum Opfer. Nach einem Jahr in der Viertklassigkeit verließ er den Klub, um zur Spielzeit 1988 den Drittligaklub Tidaholms GIF zu übernehmen. In seinem zweiten Jahr beim Klub führte er die Mannschaft zur Vizemeisterschaft der Division 2 Västra und 1990 wurde er mit dem Klub Tabellendritter. 
In der Folge wurden auch höherklassige Vereine auf Lindbom aufmerksam. 1991 wurde er als Trainer des Zweitligisten IF Elfsborg verpflichtet. Nachdem zweimal durch Plätze im vorderen Mittelfeld der Wiederaufstieg des Vereins in die Allsvenskan verpasst wurde, war sein Engagement beendet. Daher kehrte er zur Spielzeit 1993 zu Tidaholms GIF in die dritte Liga zurück. Allerdings konnte er hier nicht mehr an die erfolgreiche Zeit seines ersten Aufenthalts beim Klub anknüpfen und nach drei Spielzeiten trennten sich die Wege erneut.
1998 heuerte Lindbom beim Svenska Fotbollförbundet an und war in der Folge für verschiedene Jugendauswahlen des Landesverbandes verantwortlich.